# Septembergruppen
Ej att förväxlas med Svarta september (organisation) eller Septemberalliansen.
Septembergruppen, även känd som No-Bullshit Marxism Group, (för sitt avvisande av den dialektiska metoden) är ett litet sällskap av samhälls- och humanioraforskare som intresserar sig för analytisk marxism.
De ursprungliga medlemmarna var G.A. Cohen, Jon Elster, Adam Przeworski, Erik Olin Wright, Robert Brenner, Hillel Steiner, Philippe Van Parijs, Robert Van Der Veen, Samuel Bowles och John Roemer. Gruppen tog sitt namn efter den månad som de varje år träffades under, ursprungligen i Paris. Deras möten gästas oftast även av en forskare som inte är en permanent medlem av gruppen.
Även om alla medlemmar delar intresset marxism har vissa av dem, som exempelvis Van Parijs och Steiner, aldrig kallat sig själva marxister. Två kända figurer som i mitten av 1990-talet lämnade gruppen var Elster och Przeworski. Två personer som sent blev medlemmar är Thomas Piketty och Joshua Cohen.

## Verksamhet
Gruppen, som bildades 1979 på Jon Elster och G. A. Cohens initiativ höll ursprungligen sina möten årligen. Under gruppens tredje träff i London 1983 diskuterades van Parijs text The Capitalist Transition to Communism: A Radical Alternative. Texten innehåller idéer om begreppet grundinkomst samt transformationen från socialism till kommunism.
Deras möte inställdes år 2001 på grund av 11 september-attackerna och därefter bestämde de sig för att träffas på olika orter vartannat år, med början år 2002.